# Paul Tibbets

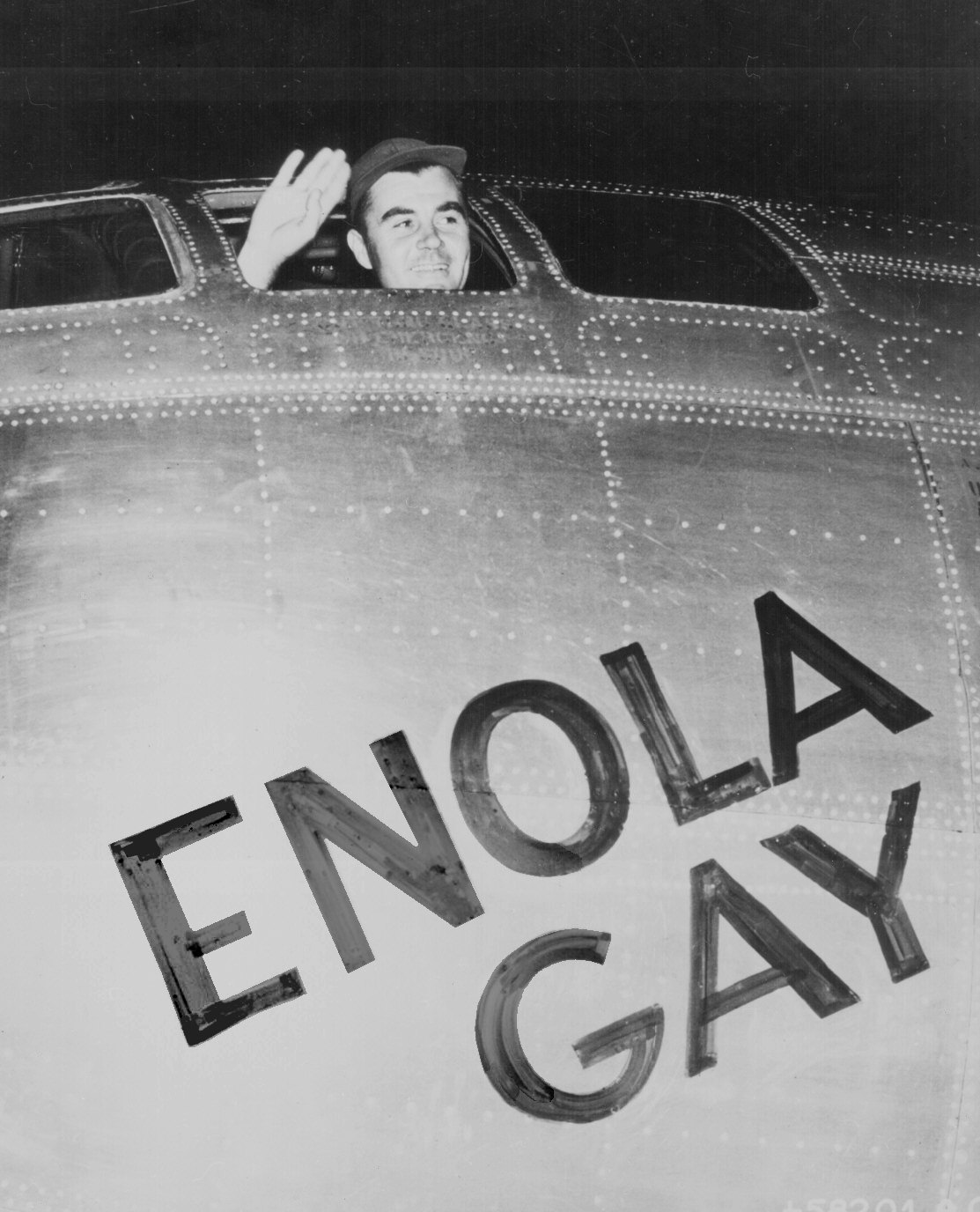
Tibbets a bordo dell'Enola Gay

Paul Warfield Tibbets Jr. (Quincy, 23 febbraio 1915 – Columbus, 1º novembre 2007) è stato un generale e aviatore statunitense, noto per essere stato il pilota dell'Enola Gay, l'aereo che sganciò la bomba atomica su Hiroshima nel 1945.

## Biografia
Tibbets era figlio di Paul Warfield Tibbets, grossista, ed Enola Gay Haggard. Cresciuto a Cedar Rapids, in Iowa, nel 1927 seguì la famiglia in Florida. Il 25 febbraio 1937 venne reclutato come pilota cadetto nell'United States Army Air Corps a Fort Thomas. Nel 1938 fu promosso al grado di sottotenente nella Kelly Air Force Base, in Texas. In seguito, nel marzo del 1942, durante la seconda guerra mondiale, Tibbets venne nominato comandante ufficiale del 340º Squadrone Bombardiere, appartenente al 97º Gruppo Bombardieri Pesanti, a bordo degli aerei B-17 Flying Fortress.
Egli pilotò, partendo dalla base area della RAF di Polebrook, il capo bombardiere della Eighth Air Force nell'incursione aerea del 17 agosto 1943, poi guidò altre missioni di guerra nell'ambito delle operazioni militari nel Mediterraneo, prima di ritornare negli Stati Uniti per testare il Boeing B-29 Superfortress. Nel settembre 1944 venne scelto come capo di un progetto della base aerea Wendover Army Air Field, nello Utah; tale progetto si tramutò poi nel 509th Composite Group, collegato al Progetto Alberta, sezione del Progetto Manhattan.
Il 5 agosto 1945 Tibbets (nel frattempo diventato colonnello) battezzò il Boeing B-29 Superfortress 44-86292 col nome di Enola Gay, ossia quello di sua madre; il giorno successivo partì a bordo di quell'aereo dall'isola Tinian in direzione di Hiroshima, dove sganciò la bomba atomica.
Nel 1959, Tibbets fu poi promosso al grado di brigadier generale, per poi ritirarsi dall'aeronautica statunitense il 31 agosto 1966. Negli anni sessanta, Tibbets venne mandato in missione diplomatica in India, ma fu costretto al ritiro dopo le proteste dei partiti locali, contrari alla sua presenza in terra indiana. In seguito lavorò per la Executive Jet Aviation, una compagnia di aerotaxi di Columbus, diventandone presidente dal 1976 al 1987.

Nel 1975, in un'intervista, dichiarò di essere orgoglioso per aver cominciato con nulla, pianificato e reso funzionale il piano, asserendo di dormire "sonni tranquilli ogni notte". Successivamente, nel 2005, riferì a un reporter: "Sapevo quando ricevetti l'incarico che sarebbe stato qualcosa di emotivamente stressante. Abbiamo i sentimenti, ma dobbiamo metterli da parte. Sapevamo che avremmo ucciso persone a destra e a manca, ma il mio unico interesse era di fare il migliore lavoro possibile così da finirla al più presto possibile con quelle uccisioni".

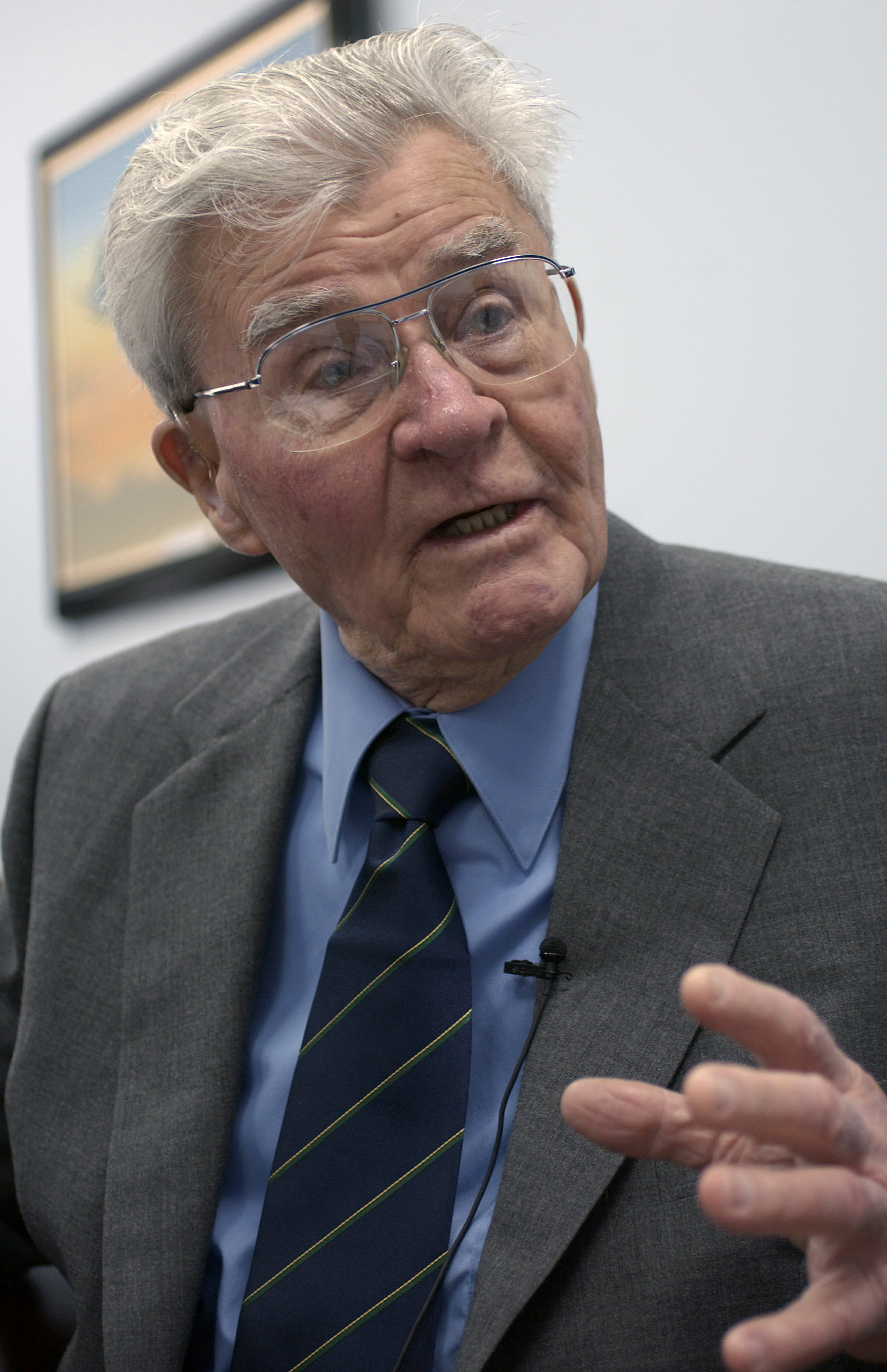
Paul Tibbets nel 2003

Morì a Columbus il 1º novembre 2007; temendo possibili ritorsioni e proteste perché nel corso degli anni era stato più volte minacciato di atti vandalici sulla sua sepoltura, Tibbets ha chiesto di farsi cremare e le sue ceneri sono state sparse sul Canale della Manica che aveva sorvolato più volte durante la guerra.

## Tibbets nella cultura di massa
- Dopo la guerra, fu girato il film La morte è discesa a Hiroshima (1947) di Norman Taurog, con Tibbets interpretato da Barry Nelson.
- Nel 1952 fu girato il film Il prezzo del dovere, dedicato alle imprese di Tibbets, con Robert Taylor nella parte del pilota ed Eleanor Parker nel ruolo di Lucy, prima moglie di Tibbets (il quale infatti sposò successivamente un'altra donna, Andrea, tra il 1953 e il 1954).
- A Tibbets si ispirò lo sceneggiatore Sy Bartlett per il personaggio immaginario del Maggiore Joe Cobb nel film Cielo di fuoco (1949). Tibbets venne anche scelto come consulente tecnico del film, ma fu poi sostituito all'ultimo minuto dal colonnello John H. DeRussy.
- Il pilota fu anche interpretato da Patrick Duffy nel film Enola Gay: gli uomini, la missione, la bomba atomica (1980) di David Lowell Rich.
- Mrs. Tibbets (Signora Tibbets) è un brano dei Jethro Tull del 2022, con vari riferimenti a quello storico evento.